# Alberta Beach
Alberta Beach är en ort i Kanada.   Den ligger i provinsen Alberta, i den centrala delen av landet, 2 900 km väster om huvudstaden Ottawa. Alberta Beach ligger 727 meter över havet och antalet invånare är 865. Den ligger vid sjön Lac Ste. Anne.
Terrängen runt Alberta Beach är platt. Runt Alberta Beach är det mycket glesbefolkat, med 3 invånare per kvadratkilometer.. Närmaste större samhälle är Onoway, 10,5 km öster om Alberta Beach. 